# Winterfeld
Winterfeld ist ein Ortsteil des Fleckens Apenburg-Winterfeld im Altmarkkreis Salzwedel in Sachsen-Anhalt.

## Geographie
Winterfeld, ein Angerdorf mit Kirche, liegt zwischen Salzwedel und Gardelegen in der Altmark an der B 71. Im Norden des Dorfes fließt der Baarser Mühlgraben. Am südlichen Ortsrand befindet sich der ehemalige Bahnhof.
Nachbarorte sind der Flecken Apenburg und Recklingen im Südwesten, Baars im Nordwesten, Sallenthin im Nordosten, Mösenthin im Osten und Cheinitz im Süden.

## Geschichte

### Mittelalter bis Neuzeit
Von einer Besiedlung des Ortes zur mittleren Jungsteinzeit zeugt ein Großsteingrab am Pfarrhaus östlich der Kirche.
Im Jahre 1321 wurde ein Dame Winterwelde genannt, ein Mitglied des Adelsgeschlecht derer von Winterfeld.
Der Ort Winterfeld wurde erstmals im Jahre 1348 urkundlich als Winterfelde erwähnt, als Hermann v. Rohrstede an Heine Mollern, einem Bürger zu Salzwedel, Lüde von Reklinges Hof mit allen Pertinentien verkaufte. Im Landbuch der Mark Brandenburg von 1375 wird das Dorf als Winterfelde aufgeführt.
Dem Ort entstammt die uradelige Familie von Winterfeld. Das ehemalige späterhin denen von der Schulenburg gehörige Rittergut wurde 1818 verkauft und aufgeteilt. Außer den Schulenburgs waren im Mittelalter noch die von Böddenstedt und die von Rundstedt mit Teilen des Dorfes belehnt.
Weitere Nennungen sind 1541 Wintterfeldt, 1573 Witterfelde, 1687 Winterfelde und 1804 Winterfeld, Dorf und Gut mit Lehnschulze, Rademacher und Schmiede.
Rechts des Wegs nach Mösenthin stand eine Windmühle.
Winterfeld wurde von 1899 bis 1991 im Personenverkehr auf der Bahnstrecke Hohenwulsch–Beetzendorf bedient, bis 1993 im Güterverkehr. Von 1901 bis 1926 verkehrten Schmalspurzüge auf der Strecke Salzwedel–Winterfeld.

### Landwirtschaft
Bereits zu Beginn des 20. Jahrhunderts gab es eine Molkerei südlich des Dorfes gegenüber vom Kleinbahnhof. 1981 entstand dort eine Zwischengenossenschaftliche Einrichtung, anfangs als ZGE Milchsammelstelle bezeichnet. Sie wurde 1991 zur Landfleischerei mit Imbissgaststätte umgebaut.
Bei der Bodenreform wurden 1945 ermittelt: eine Besitzung über 100 Hektar hatte 125 Hektar, 52 Besitzungen unter 100 Hektar hatten zusammen 464, der Kirche gehörten 68 Hektar Land, der Gemeinde gehörten 2 Hektar. Enteignet wurden 125,7 Hektar und auf 47 Siedler aufgeteilt. 1956 entstand eine Landwirtschaftliche Produktionsgenossenschaft, die LPG Typ III „Fortschritt“. Sie spezialisierte sich auf Jungschweine, in den Ställen wurden 6000 Läufer gehalten. Die LPG wurde 1992 in die Agrargenossenschaft Winterfeld umgewandelt. Die Schweinehaltung wurde aufgegeben.

### 12. April 1945
Jährlich gibt es am 12. April ein Glockengeläut zur Erinnerung an den Tag im Jahre 1945. Der Bürgermeister hatte Soldaten angefordert. Es waren etwa 30, sie sollten, ausgerüstet mit einer Panzerfaust und Infanteriewaffen, den Vormarsch von amerikanischen Panzerverbänden in Richtung Elbe aufhalten. Bei dem aussichtslosem und kurzem Feuergefecht starben 8 deutsche Soldaten, 4 Verwundete wurden mit einem Pferdefuhrwerk nach Beetzendorf in ein Lazerett gebracht, wo sie ihren schweren Verwundungen erlagen. Im Dorf wurden ein Wohnhaus und 5 Scheunen durch Brand zerstört. Der Kampf wurde von amerikanischen Kriegsberichterstattern gefilmt.

### Herkunft des Ortsnamens
Jürgen Udolph leitet dem Namen von deutschen Wort „Winter“ ab, da der Ort nördlich einer kleinen Anhöhe liegt, so dass er von Süden aus oft im Schatten liegt.

### Eingemeindungen
Ursprünglich gehörte das Dorf zum Arendseeischen Kreis der Mark Brandenburg in der Altmark. Von 1807 bis 1813 lag es im Kanton Groß Apenburg auf dem Territorium des napoleonischen Königreichs Westphalen. Nach weiteren Änderungen kam die Gemeinde 1816 zum Kreis Salzwedel, dem späteren Landkreis Salzwedel.
Am 25. Juli 1952 wurde die Gemeinde Winterfeld in den Kreis Kalbe (Milde) umgegliedert. Die Gemeinde Baars wurde am 1. August 1973 nach Winterfeld eingemeindet zusammen mit ihrem Ortsteil Quadendambeck (am 20. Juli 1950 nach Baars eingemeindet).  Am 17. Oktober 1973 ist Recklingen nach Winterfeld eingemeindet worden. Am 1. Januar 1988 wurde Winterfeld dem Kreis Salzwedel zugeordnet.
Am 1. Juli 2009 kam Winterfeld als Ortsteil zur Gemeinde Apenburg-Winterfeld zusammen mit seinen ehemaligen Ortsteilen Baars, Quadendambeck und Recklingen.
Durch einen Gebietsänderungsvertrag beschlossen am 23. September 2008 die Gemeinderäte der Gemeinden Flecken Apenburg, Altensalzwedel und Winterfeld, dass ihre Gemeinden aufgelöst und zu einer neuen Gemeinde mit dem Namen Apenburg-Winterfeld vereinigt werden. Die neue Gemeinde ist berechtigt, die Bezeichnung Flecken weiterzuführen. Dieser Vertrag wurde vom Landkreis als unterer Kommunalaufsichtsbehörde genehmigt und trat am 1. Juli 2009 in Kraft.

### Einwohnerentwicklung
| Jahr | Einwohner |
| ---- | --------- |
| 1734 | 098       |
| 1774 | 111       |
| 1789 | 129       |
| 1798 | 170       |
| 1801 | 147       |
| 1818 | 125       |

| Jahr | Einwohner |
| ---- | --------- |
| 1846 | 252       |
| 1864 | 296       |
| 1871 | 322       |
| 1885 | 343       |
| 1892 | [00]364   |
| 1895 | 355       |

| Jahr | Einwohner |
| ---- | --------- |
| 1900 | [00]344   |
| 1905 | 392       |
| 1910 | [00]403   |
| 1925 | 438       |
| 1939 | 411       |
| 1946 | 715       |

| Jahr | Einwohner |
| ---- | --------- |
| 1964 | 451       |
| 1971 | 433       |
| 1981 | 718       |
| 1993 | 650       |
| 2006 | 606       |
| 2007 | 609       |

| Jahr | Einwohner |
| ---- | --------- |
| 2015 | [00]333   |
| 2018 | [00]331   |
| 2020 | [00]337   |
| 2021 | [00]334   |
| 2022 | [00]340   |
| 2023 | [0]346    |

Quelle, wenn nicht angegeben, bis 2006

## Religion

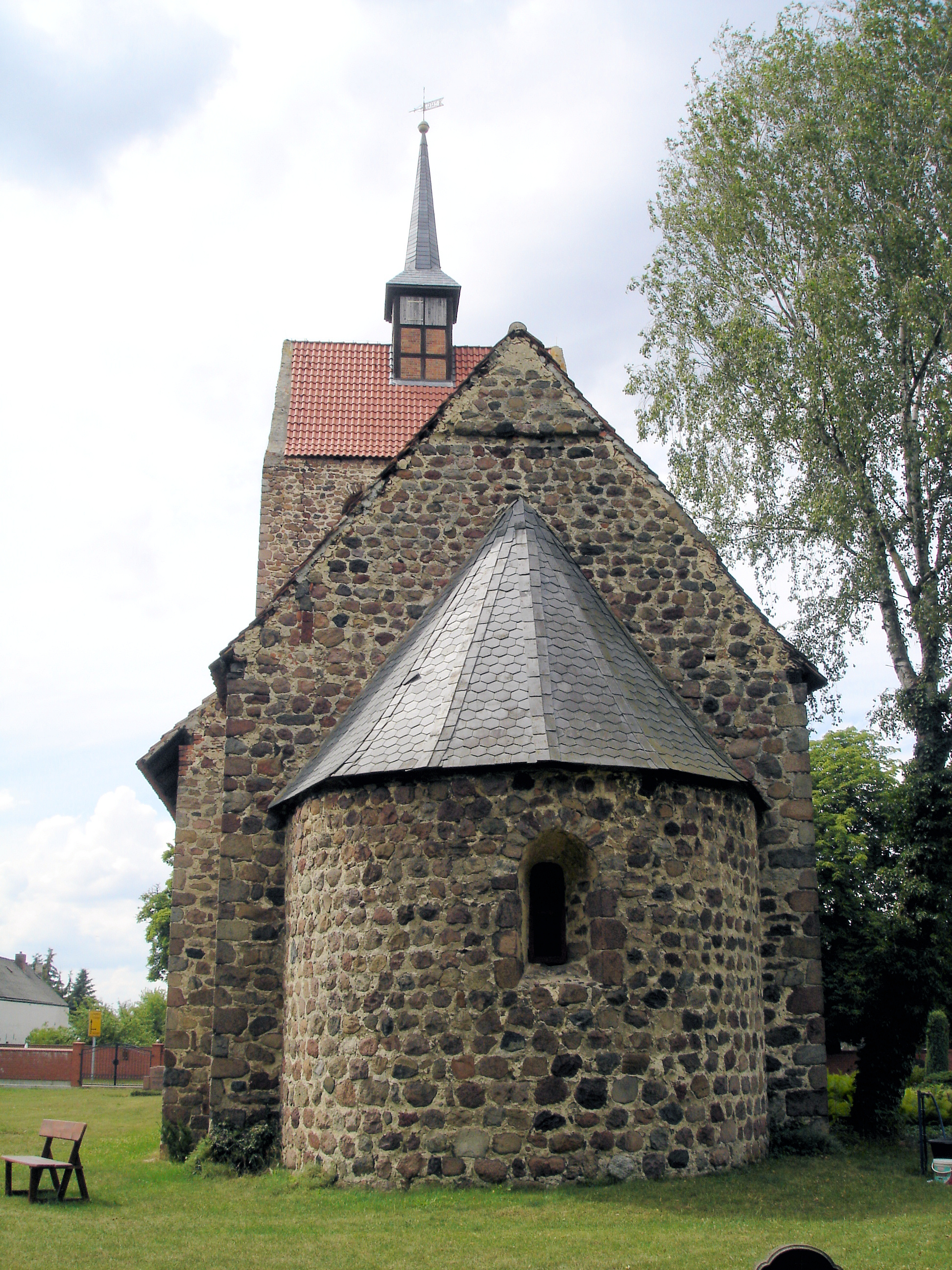
Apsis der Dorfkirche

- Die evangelische Kirchengemeinde Winterfeld, die früher zur Pfarrei Winterfeld gehörte,[21] wird heute betreut vom Pfarrbereich Apenburg des Kirchenkreises Salzwedel im Bischofssprengel Magdeburg der Evangelischen Kirche in Mitteldeutschland.[22] Das Patronat von Winterfeld und Sallenthin hatten mehrere Ackerleute, Kossaten und Grundsitzer in Winterfeld als Besitzer des früheren v. d. Schulenburgschen Ritterguts im Ort.[21]
- Die historischen Überlieferungen in Kirchenbüchern für Winterfeld beginnen im Jahre 1600.[23]
- Die katholischen Christen gehören zur Pfarrei St. Laurentius in Salzwedel im Dekanat Stendal im Bistum Magdeburg.[24]

## Politik
Letzter Bürgermeister der Gemeinde war Harald Josten.

### Wappen

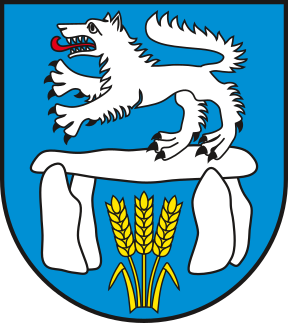
Wappen von Winterfeld

Das Wappen wurde am 11. Dezember 2008 durch den Landkreis genehmigt.
Blasonierung: „In Blau ein vom Deckstein eines silbernen Hünengrabes aufspringender silberner Wolf mit schwarzen Krallen und ausgeschlagener roter Zunge, unten eingeschlossen von den Tragsteinen des Hünengrabes drei goldene Ähren, die beiden äußeren mit Halmblatt.“ Die Hauptfarben des Wappens sind - abgeleitet von Hauptwappenmotiven (Wolf, Hünengrab) und Schildfarbe - Silber (Weiß) - Blau.
Einer Sage nach soll es um oder in Winterfeld einmal eine Wolfsplage gegeben haben. Ein Mitglied der zu dieser Zeit in Winterfeld ansässigen Familie von Winterfeld soll im Kampf einen Wolf mit der bloßen Hand erlegt haben. Aus diesem Grund führt die Familie von Winterfeld in ihrem Familienwappen und als Helmzier einen Wolf.
Die Ähre ist auch aus dem Wappen der Winterfelds übernommen. Auch der zweite Teil des Gemeindenamens „-feld“ zeigt, dass die Geschichte des Dorfes mit der Landwirtschaft verbunden ist und die Landwirtschaft eine große Bedeutung für Winterfeld hatte. In der Ortslage von Winterfeld, genauer im Pfarrgarten, befindet sich ein Hünengrab. Da Hünengräber bereits vor mehr als 5000 Jahren geschaffen wurden, ist das Dorf um das Hünengrab herum entstanden. Hünengräber sind für die Altmark typisch, aber ein Hünengrab direkt neben der Kirche ist eine Besonderheit.

### Flagge
Die Flagge ist Blau - Weiß - Blau (1:4:1) gestreift (Querform: Streifen waagerecht verlaufend, Längsform: Streifen senkrecht verlaufend) und mittig mit dem Gemeindewappen belegt.

## Kultur und Sehenswürdigkeiten

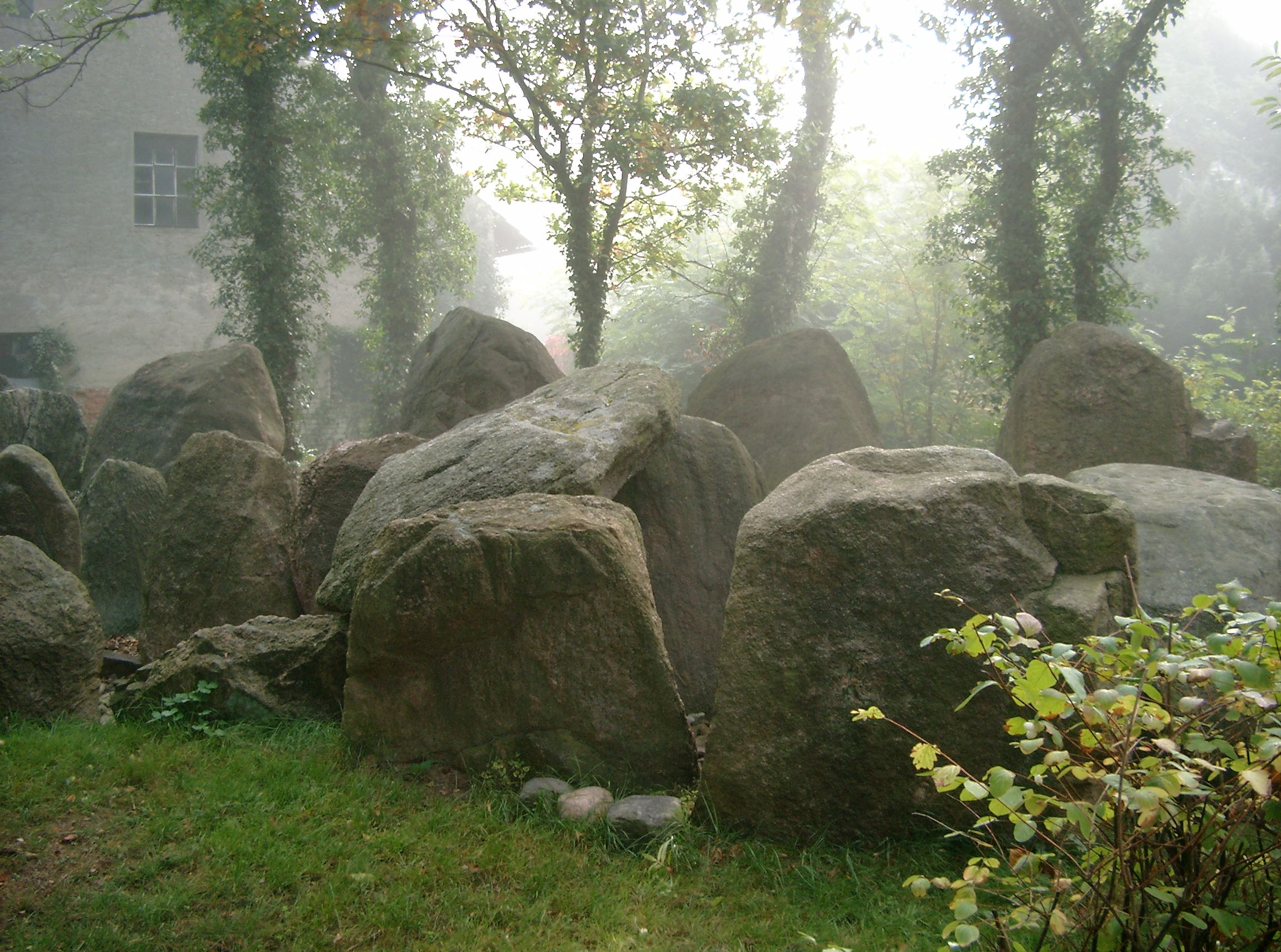
Großsteingrab Winterfeld

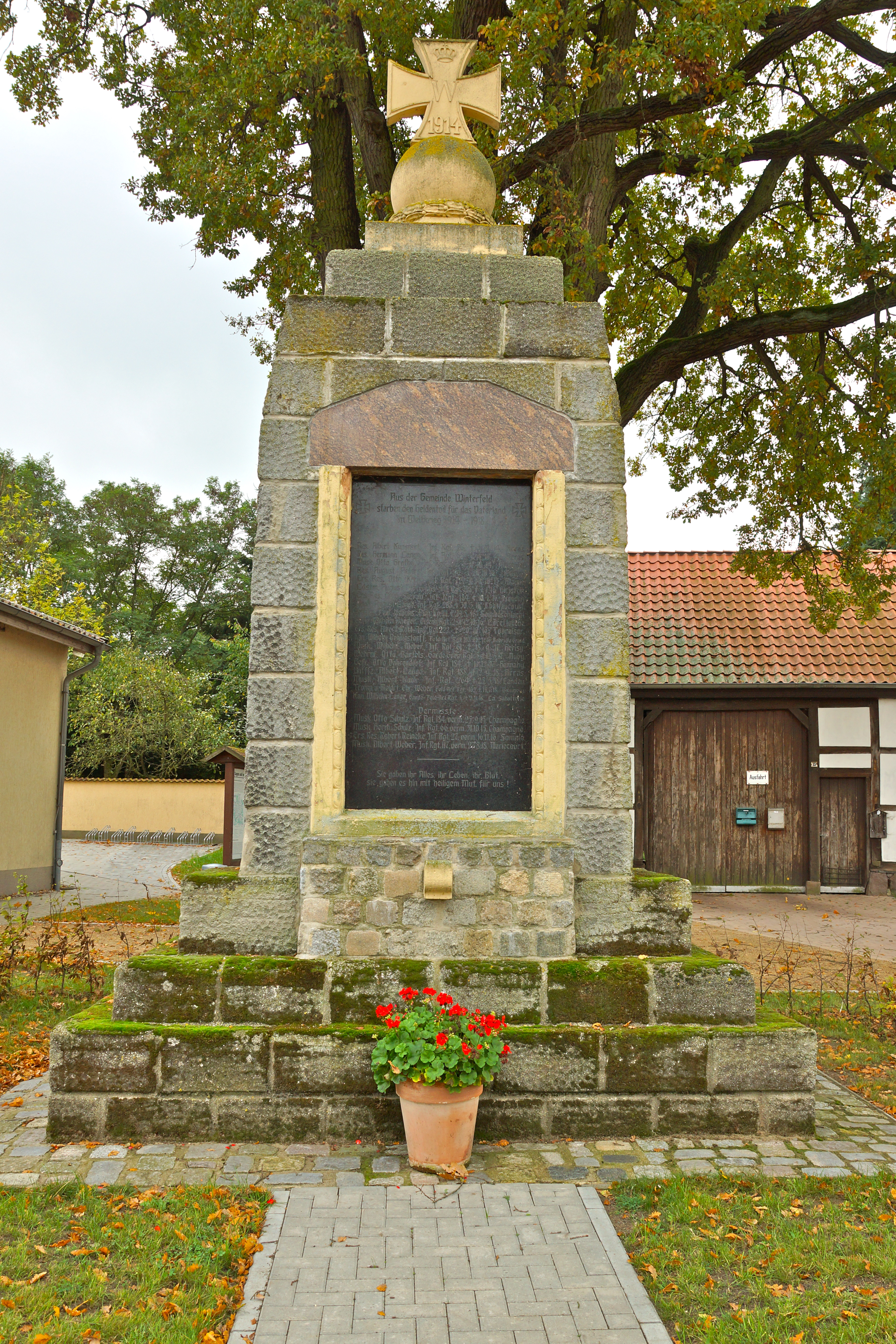
Gefallenendenkmal

- Das Großsteingrab Winterfeld mit einer Steinumfassung steht am Pfarrhaus östlich der Kirche.
- Die evangelische Dorfkirche Winterfeld ist ein spätromanischer Feldsteinbau des 13. Jahrhunderts mit einer Orgel. In ihrem Inneren befinden sich restaurierte Wandmalereien aus dem 15. Jahrhundert, die erst 1935 freigelegt wurden.[26]
- Der Ortsfriedhof ist auf dem Kirchhof.
- In Winterfeld steht vor der Kirche ein Denkmal für die Gefallenen des Ersten Weltkrieges. An der Kirche wurden acht deutsche Soldaten beigesetzt mit dem Todesdatum 12. April 1945.[27]

## Sage über das Großsteingrab Winterfeld
Im Jahre 1899 überlieferte der Pastor Richard Mosenthin aus Winterfeld die Sage über die Kirchenerbauer zu Winterfeld und Jeggeleben. Der beauftragte Meister ließ die Kirche in Winterfeld von seinem Lehrling und die in Jeggeleben von seinen Gesellen errichten. Der Lehrling wurde allseits wegen des schönen Kirchsturms in Winterfeld gelobt. Es kam zum Streit zwischen beiden. Sie bewarfen sich mit großen Steinen. Die Steine des Gesellen blieben im Pfarrgarten in Winterfeld liegen. Der Lehrer Lehrmann erzählte die Sage im 1908 leicht abgewandelt. Bei ihm waren in Winterfeld die Gesellen und in Jeggeleben die Meister tätig.